# Diwan (Verwaltung)
Dīwān (arabisch ديوان, DMG dīwān ‚Sammlung, Versammlung‘) bezeichnet seit etwa 638 die Heeresversammlung muslimischer Armeen, im übertragenen Sinn auch das Heeresregister. Später wird der Begriff auch einfach für ein Büro, eine Behörde oder Ratsversammlung (auch Staatsrat) verwendet. Die doppelte Bedeutung „Versammlung“ und „Register“ beschreibt im Sinne einer Werksammlung (eines Autors) in der Literatur eine Gedichtsammlung.

## Wortherkunft
Die Herkunft des Wortes kann nicht endgültig geklärt werden: Einige Quellen vermuten eine arabische Herkunft und leiten das Wort von arabisch دَوَّنَ, DMG dawwana ‚aufzeichnen, registrieren, sammeln‘ ab. Etliche Sprachforscher verorten die Wurzel dieses Wortes hingegen in den vorislamischen Sprachen Mittel- und sogar Altpersisch. Von dort sei es als Lehnwort zu frühislamischer Zeit in die arabische Sprache eingegangen.
Das gleich lautende persische Wort ديوان, DMG dīwān ist die Pluralform von persisch ديو, DMG dīw, ‚Dämon, böser Geist‘ und weist von daher auf eine unterschiedliche Wortherkunft hin.
Nach heute verbreiteter Etymologie ist dīwān ursprünglich ein mittelpersisches Wort und bezeichnete schon im vorislamischen Sassanidenreich eine Schriftensammlung, ein Archiv, eine Kanzlei und die gesamte Beamtenverwaltung des Reiches. Die Ursprünge des Wortes lassen sich über altpersisch dipi- (Inschrift, Dokument), vermittelt durch die elamitische Sprache vom akkadischen (assyrisch-babylonischen) tuppu (Schrifttafel) bis zum sumerischen dub (Schrifttafel) zurückverfolgen. Das mittelpersische Wort *dipi-vān- (=die Dokumente betreffend, Archiv, Schriftensammlung, Schriftenverwaltung) ist in der transliterierten Form DPYW’N überliefert, denn in der mittelpersischen „Buch-Pahlavi“-Schrift wurden die kurzen Vokale nicht mitgeschrieben. Daraus entwickelte sich im späten Mittelpersischen offenbar durch Lautkontraktion das Wort dīvān, das transliteriert als DYW’N überliefert ist und mit dem modernen persisch-arabischen Ausdruck übereinstimmt. Für diese Etymologie spricht außerdem, dass dieses Wort bereits zu vorislamischer Zeit in die armenische Sprache als divan (= Bündel von Schreibblättern, meistens aber Bibelhandschrift, Bibelübersetzung) Eingang gefunden hatte. Von der Bezeichnung leitet sich ebenfalls persisch دبير, DMG dabīr, ‚Schreiber‘ ab.

## Während des Kalifats
Der erste Dīwān (dīwān al-ğund) wurde von ʿUmar ibn al-Chattāb etabliert, um die Zahlung der Angehörigen seiner Armee effektiver organisieren zu können; es umfasste die Bewohner Medinas, die am Krieg beteiligten Truppen und Personen, die einwanderten, um sich den Garnisonen in den Provinzen anzuschließen und deren Familien. Auch einige Mawālī wurden zunächst in das Register aufgenommen, später wurde diese Praxis jedoch wieder verworfen. Für die Durchführung der Registration waren jeweils drei Sonderbeauftragte zuständig, diese Praxis dauerte bis zum Untergang der Umayyaden-Dynastie an. Auch in anderen Provinzen wurde dieses Konzept später eingeführt.

### Umayyaden
Während der Herrschaft der Umayyaden wurde der dīwān al-ḫarāǧ ausschlaggebend, hatte fortan seinen Sitz in Damaskus und diente vor allem dem Zweck, die Abgaben für die Grundsteuer festzulegen. Später wurde von Muʿāwiya der dīwān al-rasāʿil und der dīwān al-ḫātam ins Leben gerufen, beide dienten vor allem dem Zweck der Kontrolle und Dokumentation der staatlichen Korrespondenz, auch um Fälschungen vorzubeugen. Auch für die Verteilung der Almosen und Zakāt (dīwān aṣ-ṣadaqa) und für die Anfertigung der Flaggen und Uniformen (dīwān aṭ-ṭirāz) und für die Verwaltung des staatseigenen Grundbesitzes (dīwān al-mustaǧallat) wurden später entsprechende Einrichtungen etabliert.
Alle Provinzen hatten einen dīwān al-ḫariǧ, wo alle Einnahmen zentral in Empfang genommen wurden. Unter al-Ḥaǧǧāǧ wurde der Chefsekretär jeweils mit 300 Dirham monatlich entlohnt.

#### Arabisierung
Unter ʿAbd al-Malik wurde eine Arabisierung der Dīwāne vorgenommen, hierfür wurde unter anderem die arabische Sprache als Standardsprache festgelegt.

### Die ʿAbbāsidische Periode / Fatimidische Periode
Unter den Abbasiden und Fatimiden wurde die umayyadische Verwaltungsstruktur weiter fortentwickelt, außerdem wurde die Verwaltung unter die zentrale Direktion eines Wazīrs gestellt. Weitere Einrichtungen für die Beschlagnahmung feindlicher Besitztümer, Fürsorge für die Dienerschaft des Palasts oder für die Angelegenheiten der Obrigkeit und viele weitere wurden eingerichtet.

### Buyiden-Periode
Unter den Buyiden wurden Dīwane weitgehend beibehalten, wenngleich sie teilweise auch wieder umbenannt wurden.

### Spätere Perioden
In der späteren Zeit unterlagen die Dīwāne weiteren Umbenennungen und Umstrukturierungen, die hier nicht im Einzelnen aufgezählt werden können.

## Ägypten
Für die Entwicklung der Dīwāne in Ägypten ist vor allem die Zeitspanne der Zugehörigkeit zum islamischen Großreich (649–969 n. Chr.), das Fāṭimidische Kalifat (969–1171 n. Chr.) und die ayyubidische und mamlūkische Periode von herausragender Bedeutung.

### Islamisches Großreich
Zunächst wurden mit Hilfe der ortsässigen christlichen Bevölkerung die von den Byzantinern etablierte Verwaltungsstruktur fortgeführt und weiterentwickelt. Ihnen wurde dafür sogar die Verwendung der koptischen Sprache gestattet. Der Begriff dīwān war den Byzantinern gänzlich unbekannt, man kann davon ausgehen, dass dieser Begriff erst später von den neuen Herrschern des Landes etabliert wurde. Severus b. al-Muḳaffaʿ berichtet, dass der Dīwān miṣr vom zweiten Gouverneur ʿAbd Allāh b. Saʿd b. Sahl etabliert wurde. An diese Behörde mussten alle Steuern und Abgaben in Ägypten entrichtet werden. In den muslimischen Quellen finden weder Belege für die Einrichtung eines zentralen Einnahmebüros einerseits, noch für die Verwendung des Wortes dīwān in dieser frühen Periode andererseits.

### Während der fatimidischen/ayyubidischen und mamlūkischen Periode
Während der fatimidischen Periode wurde der dīwān al-maǧlis (Diwan des Konzils) die Keimzelle für die Entwicklung der anderen Regierungseinrichtungen des Staates und dessen Machtzentrale. Hierarchisch waren dieser Behörde weitere Dīwāne unterstellt. Nach dem Untergang des Fatimidenḫalifats wurde die bestehende Struktur und teilweise sogar die bestehende Besetzung der Dīwāne beibehalten.

## Muslimischer Westen
Im 10. Jahrhundert waren während der Umayyaden-Dynastie vor allem drei Dīwāns in Gebrauch, um die essentiellen Bedürfnisse der staatlichen Administration abzudecken. Diese waren
- Dīwān ar-rasāʾil waʾl-kitāba (Staatssekretariat), in erster Linie für die Bearbeitung der ausgehenden und eingehenden Korrespondenz des Staates zuständig
- Dīwān al-ḫaraǧ wa ʾl-ǧibāyāt (Finanzministerium), für die Erhebung und Eintreibung der Steuern und Abgaben zuständig
- Dīwān al-Ǧayš / Dīwān al-Ǧund (Verteidigungsministerium)

Was Nordafrika der präalmohadinischen Periode betrifft, so ist über die Existenz von Dīwānen nichts bekannt. Auch über die folgende Zeit existieren wenig Informationen, bekannt ist beispielsweise die Existenz eines Dīwāna al-ǧayš zur Verwaltung der Streitkräfte. Dort, wo Hafenanlagen entstanden, die dem Handel mit dem christlichen Europa dienten, entstanden ebenfalls verschiedene Verwaltungseinrichtungen. Im 16. Jahrhundert hielten die Dīwāns dann Einzug in die türkischen Verwaltungsapparate in Algier, Tunis und Tripoli.

## Iran
Im Iran wurde die Bezeichnung hauptsächlich für die Zentralregierung (dīwān-e aʿlā) als Zivilverwaltung bzw. für die militärische Verwaltung verwendet, wenngleich eine klare Abgrenzung nicht immer möglich war. In der Mitte des 19. Jahrhunderts wurde der Begriff durch doulat bzw. dāʾere-ye doulat ersetzt.

## Weitere Entwicklung
Die Begriffsbedeutung entwickelte sich über „Schatzbuch“ hin zu „Schatzamt“, „Zollamt“, „Ratskammer“ und weiters zu „Polsterbank, Bettsofa“, die üblicherweise in orientalischen Ratskammern entlang der Wände anzufinden waren (siehe dazu den Hauptartikel Sofa). Noch im 19. Jahrhundert wurde im Osmanischen Reich ein Zollbüro und ein Büro eines Steuerpächters ebenso als Diwan bezeichnet, wie die gesamte Finanzadministration. In der Bedeutung als „Finanzverwaltung“, „Zollverwaltung“ wurde der Begriff schon seit dem Mittelalter in europäische Sprachen übernommen. Die heutigen französischen und spanischen Bezeichnungen douane und aduana für Zoll stammen von diwan, ebenso das italienische Wort dogana.

## Ministerien
In einigen islamischen Staaten wurde die aus dem Kalifat, ursprünglich aber aus dem Sassanidenreich stammende Tradition, die Administration als Diwan zu bezeichnen, beibehalten und auf moderne Ministerien übertragen.
Im Sultanat von Marokko basierten zahlreiche Ministerialbezeichnungen auf der Bezeichnung Diwan.
- Diwan al-Alaf: Kriegsministerium
- Diwan al-Baḥr: „See-Ministerium“, d. h. (Übersee) Außenministerium
- Diwan aš-Šikayat (oder in französischer Umschrift -Chikayat): Beschwerdeministerium

## Rat, Staatsrat
Seit dem Mittelalter wurde auch das den Herrscher beratende Gremium, das aus den Vorstehern einzelner Ämter bestand, als Diwan bezeichnet.

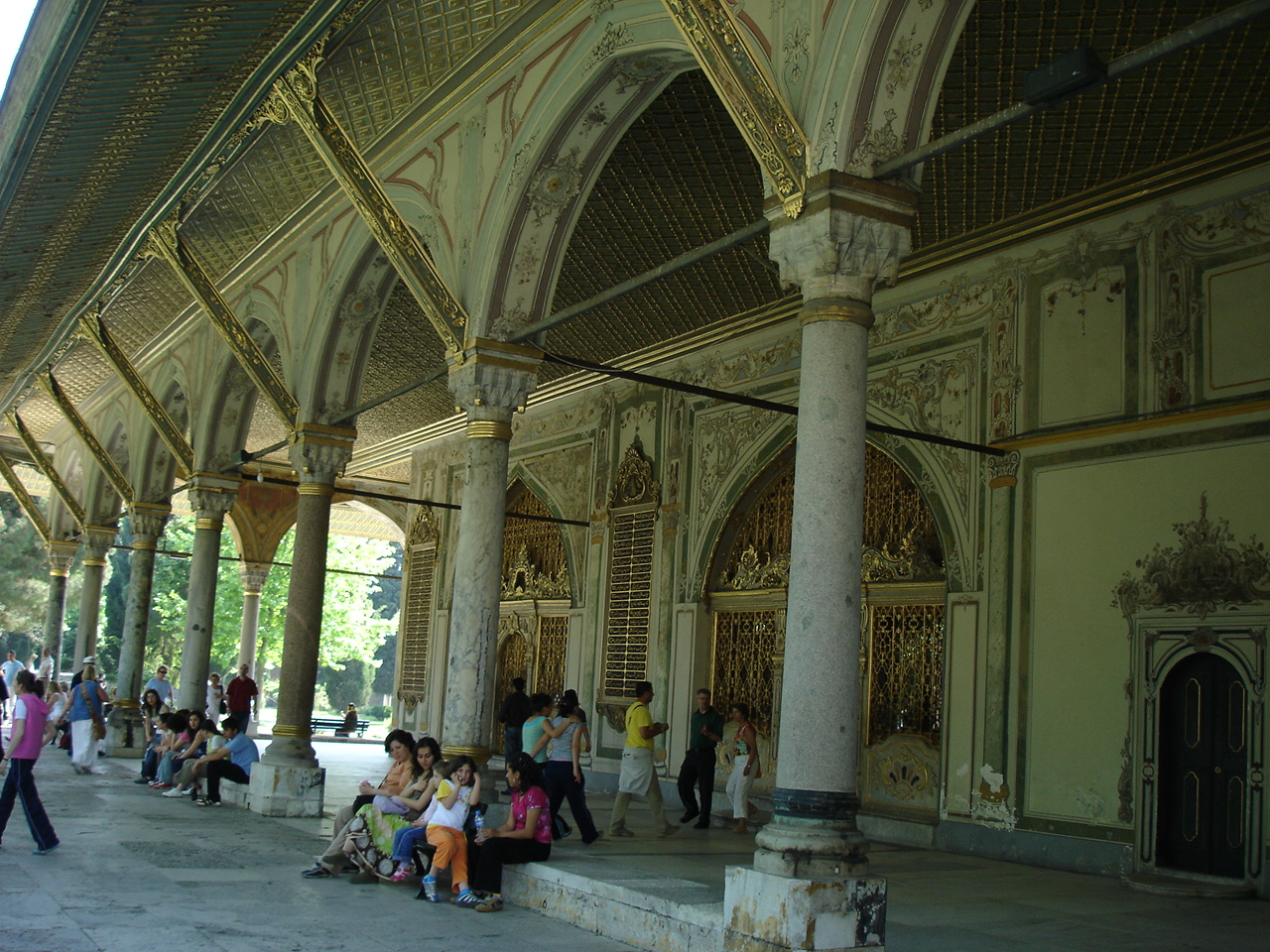
Außenansicht des Versammlungsgebäudes des Osmanischen Diwan im Topkapi-Palast, Istanbul, 18. Jh.

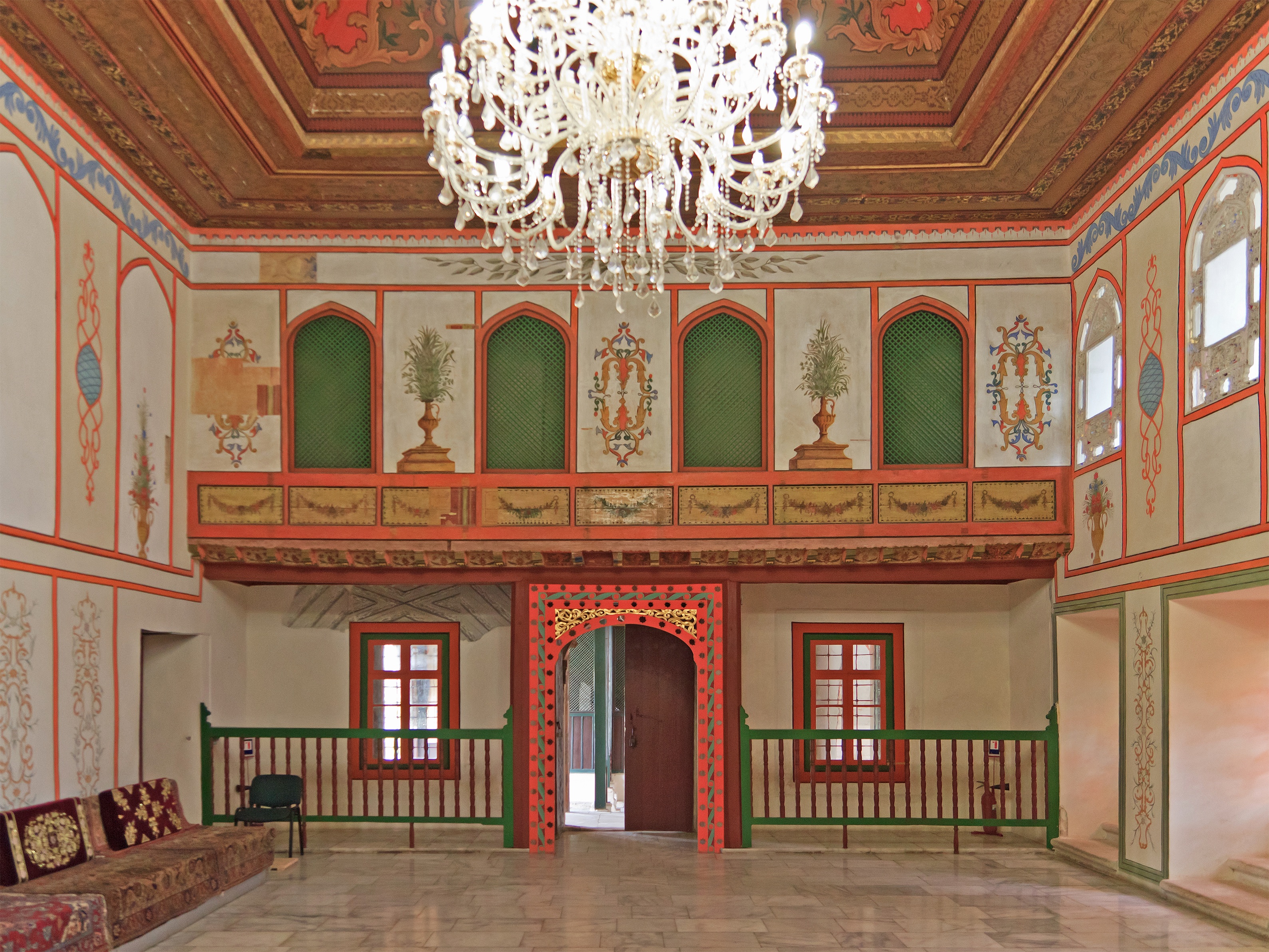
Innenansicht des Diwan-Raumes des Krimkhanates in der alten Hauptstadt Bağçasaray

Der Diwan der Hohen Pforte bildete lange Zeit über den Staatsrat des Osmanischen Reiches und wurde seit 1647 auch im deutschen Sprachraum als Divan bezeichnet. Dieser bestand aus dem Großwesir, der den Sultan in dessen Abwesenheit im Rat vertrat, und anderen Wesiren. Gelegentlich nahm auch der Ağa der Janitscharen diese Rolle ein. In der bosnischen, kroatischen und serbischen Sprache bedeutet das Verb divaniti überdies so viel wie „reden, lange erörtern, beratschlagen“. In der Bedeutung von Orientalischer Staatsrat verbreitete sich der Begriff seit dem 16. Jahrhundert auch in anderen europäischen Sprachen.
Auch in anderen muslimischen Staaten, wie im Khanat der Krim und in indischen Staaten wurde das höchste beratende Gremium des Herrschers als Divan bezeichnet. Im Krimkhanat gehörten dem Divan nicht nur die Wesire, sondern alle Stammesführer (bey), Geistlichen und hohen Würdenträger des Staates an.

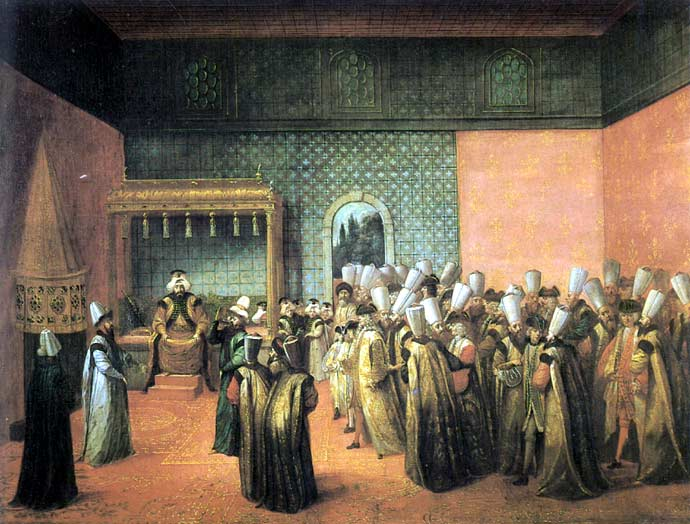
Audienz im Diwan-i-Khas, die dem französischen Botschafter Vicomte d'Andrezel von Sultan Ahmed III. am 10. Oktober 1724 erteilt wurde. Zeitgenössisches Gemälde von Jean-Baptiste van Mour.

Im Osmanischen Reich wurden die Mitglieder des Hohen Reichssdivans oft auch ehrenhalber Divan angeredet. Auch in einigen indischen Reichen (u. a. Mysore) entwickelte sich der Titel Diwan zu einem formellen Amtstitel spezieller hoher Berater an der Spitze der Verwaltung.
Im Javanesischen und anderen Sprachen ist das mit dieser Bezeichnung verwandte Wort die Standardbezeichnung für „Rat“, wie zum Beispiel beim Dewan Perwakilan Rakyat (Rat der Volksvertreter). Auch im Sikhismus gibt es seit über 100 Jahren einen hohen Rat, der sich mit der Verwaltung sozialer Institutionen, Schulen, Gebäuden und des kulturellen Erbes dieser Religionsgemeinschaft beschäftigt, den Chief Khalsa Diwan.

## Audienzhallen, Gemeinschaftshallen
In allen muslimischen Reichen mit Hofpersisch als Amtssprache – das waren neben Persien selbst alle muslimischen Staaten in Mittelasien und Indien und auch das Osmanische Reich – erfuhr der Begriff „Diwan“ noch eine weitere Bedeutungsübertragung hin zu einer Audienzhalle und Gemeinschaftshalle.
Das persische Hofzeremoniell kannte die Tradition der Audienzen, bei denen neben dem Herrscher auch der Hohe Rat (Diwan) anwesend war. Die persische Hofkultur unterschied zwischen dem Diwan-i ām (dīwān-i ʿāmm=„öffentliche Rat(saudienz)“), einer Volksaudienz und dem Diwan-i chass (dīwān-i ḫāṣṣ=„private Rat(saudienz)“), einer Privataudienz für Herrscher, Gesandte und hohe Würdenträger. Bei der Volksaudienz wurden oft schriftliche Bittgesuche und Petitionen überreicht. In der Privataudienz wurde oft länger verhandelt (vgl. auch die Abbildung oben).

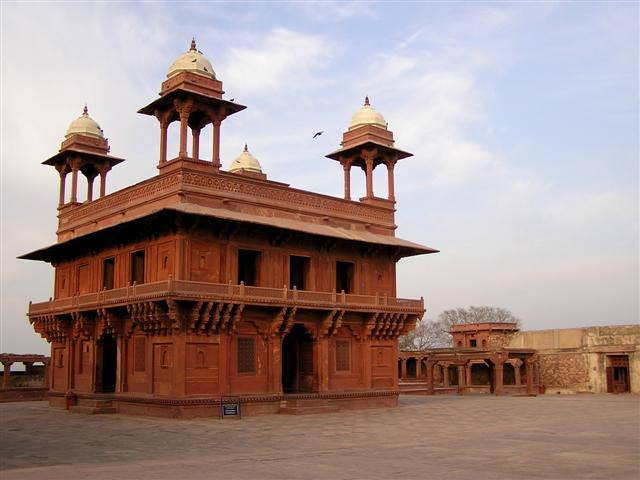
Ein Diwan-i Chas im Palast der Großmoguln in Fatehpur Sikri

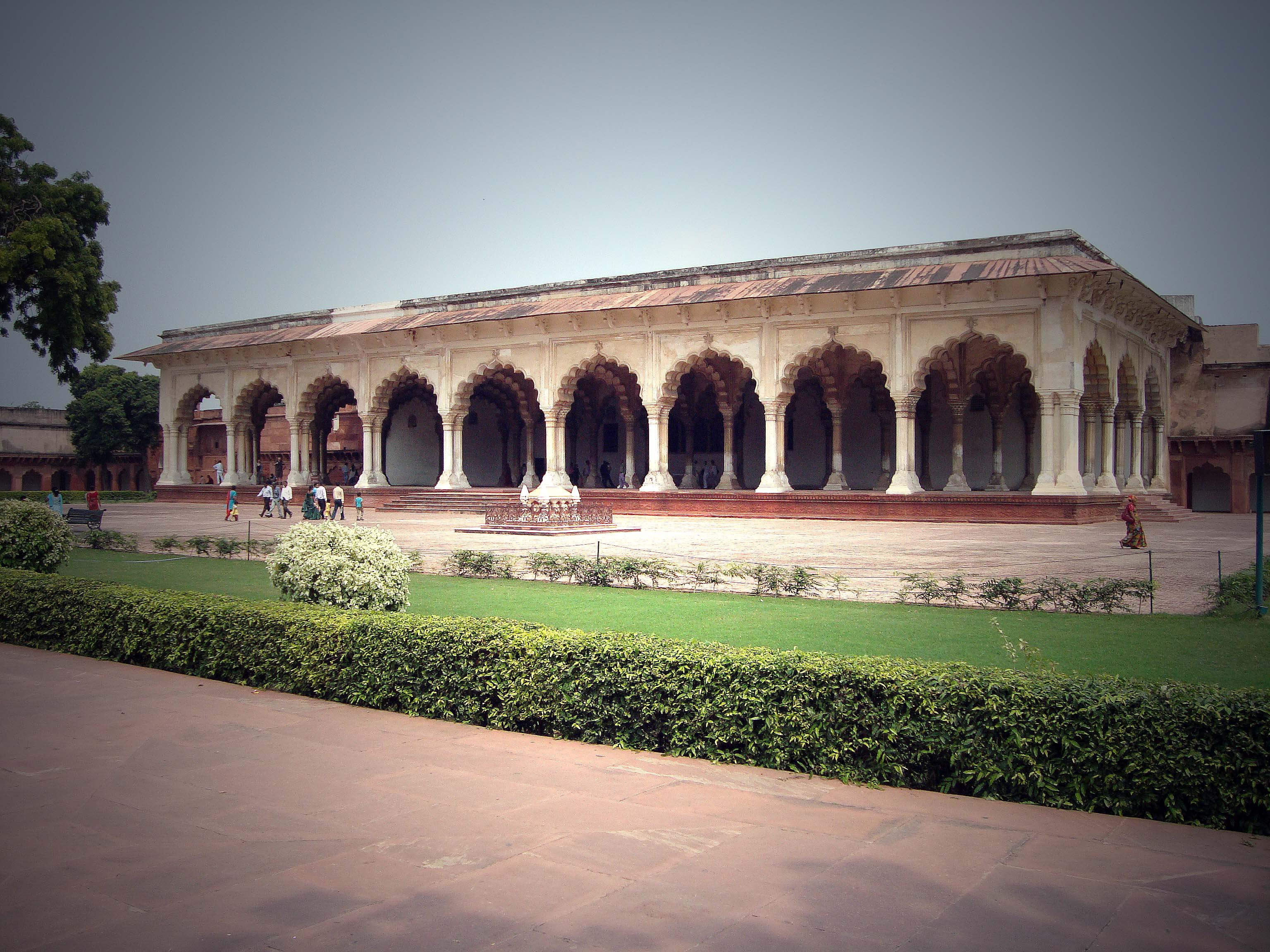
Die offene Halle des Diwan-i Am in Fatehpur Sikri

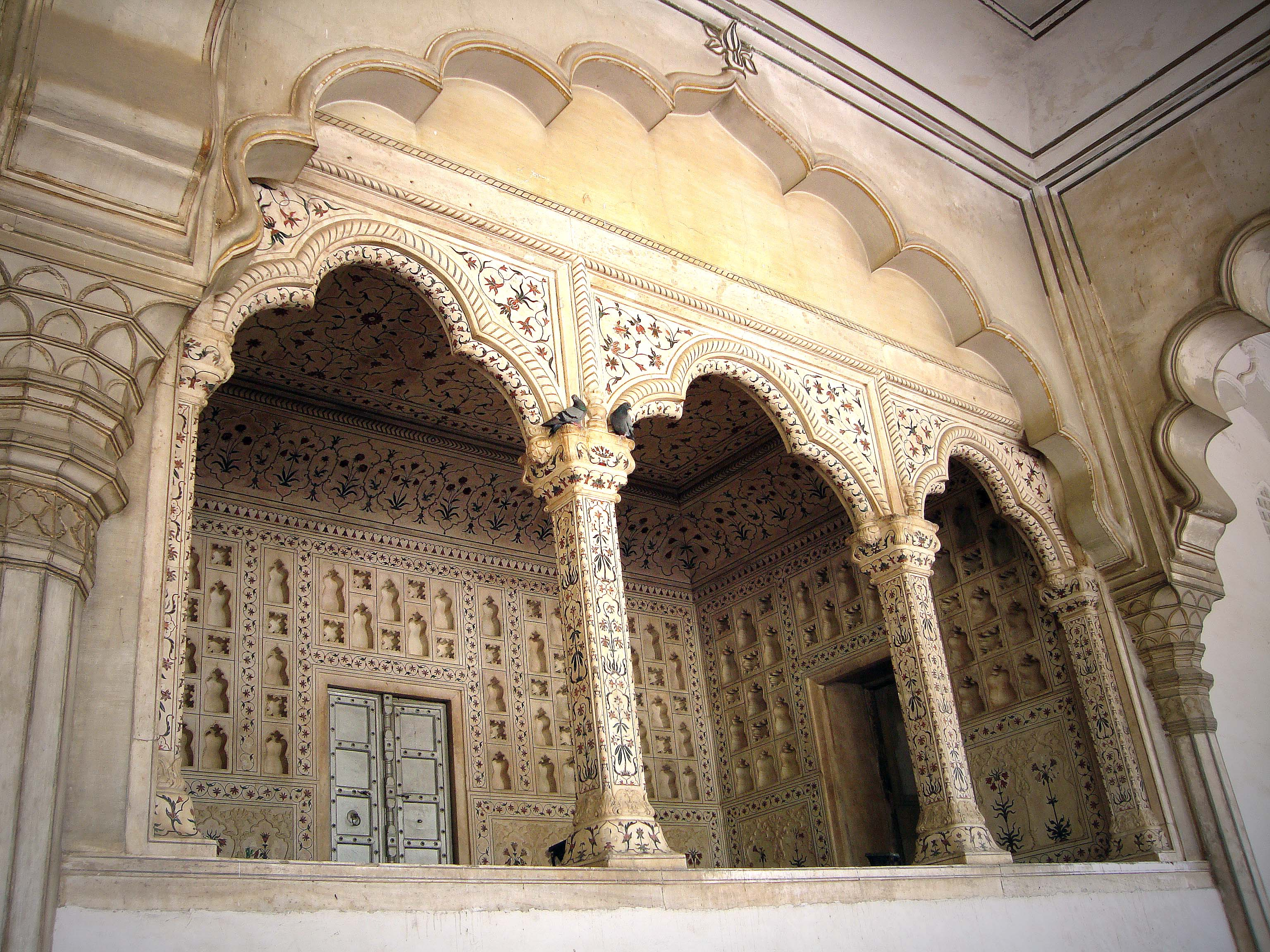
Die Loggia des Großmoguln und der Wesire des Diwan im Inneren des Diwan-i Am von Fatehpur Sikri

Für beide Formen der Audienz gab es in den meisten Palästen getrennte Säle, die ebenfalls diese Namen trugen. Der Diwan-i Am war oft wesentlich größer und repräsentativer gestaltet (in Isfahan z. B. mit Juwelen geschmückt). Der Diwan-i Khas war oft deutlich kleiner, schlichter und privater gestaltet.
Weil diese Audienzsäle in der Bevölkerung der Staaten mit hofpersischer Kultur bekannt waren, bildete sich nach dem Mittelalter, spätestens im 18. Jahrhundert, in vielen Regionen die Sitte, prächtige Gemeinschaftshallen ebenfalls als Diwan zu bezeichnen. In dieser Bedeutung als orientalischer Versammlungssaal wurde der Begriff Diwan im Rahmen der westlichen Orienteuphorie des 19. Jahrhunderts auch in viele westliche Sprachen übernommen.
Weil solche Gemeinschaftshallen in einigen Regionen rund um den Indischen Ozean nach einer oder mehreren Seiten hin offen sind und damit an einen Iwan (ein klassisches Element der persischen Architektur) erinnern, oft sogar ein Iwan sind, bildete sich in einigen Regionen eine missverständliche volkstümliche Gleichsetzung der beiden ähnlich klingenden ursprünglich persischen Begriffe diwan und iwan, die auch im Westen verbreitet ist. Diese Synonymisierung sollte aber, obwohl sehr verbreitet, als Irrtum vermieden werden, denn die beiden Begriffe bezeichnen sehr verschiedene Dinge: eine traditionelle soziale Institution und ein klassisches Architekturelement.